# Mordellistenula perrisi
Mordellistenula perrisi is een keversoort uit de familie spartelkevers (Mordellidae). De wetenschappelijke naam van de soort is voor het eerst geldig gepubliceerd in 1857 door Mulsant.